# Сэмпл, Дрю
Дрю Сэмпл (англ. Drew Sample, 16 апреля 1996, Белвью, Вашингтон) — профессиональный американский футболист, тайт-энд клуба НФЛ «Цинциннати Бенгалс».

## Биография
Дрю Сэмпл родился 16 апреля 1996 года в Белвью в штате Вашингтон, там же учился в школе Ньюпорт. Два года он выступал за её баскетбольную команду, играл в футбол на позиции тайт-энда, преимущественно как блокирующий игрок. В 2013 году Дрю был капитаном команды, вышедшей в плей-офф школьного чемпионата штата. В июне того же года он заявил о намерении поступить в университет штата Айдахо, но после ухода главного тренера его футбольной команды передумал и принял предложение стипендии от Вашингтонского университета.

### Любительская карьера
Первый сезон студенческой карьеры Сэмпл провёл в статусе освобождённого игрока. За «Вашингтон Хаскис» он дебютировал в первой игре 2015 года против «Бойсе Стейт Бронкос». Он принял участие во всех играх команды, семь из которых начал в стартовом составе. В 2016 и 2017 годах Дрю суммарно сыграл в 24 матчах. В своём заключительном сезоне в NCAA он стал основным тайт-эндом «Хаскис». В игре с «Бригем Янг Кугарс» Сэмпл сделал рекордные для себя пять приёмов на 37 ярдов с тачдауном. За время своей карьеры он трижды становился лауреатом различных командных наград. 

#### Статистика выступлений в NCAA
| Сезон | Команда          | Игры | Приём | Приём | Приём | Приём | Вынос | Вынос | Вынос | Вынос |
| Сезон | Команда          | Игры | Rec   | Yds   | Y/A   | TD    | Att   | Yds   | Y/A   | TD    |
| ----- | ---------------- | ---- | ----- | ----- | ----- | ----- | ----- | ----- | ----- | ----- |
| 2014  | Вашингтон Хаскис | 0    | 0     | 0     | 0,0   | 0     | 0     | 0     | 0,0   | 0     |
| 2015  | Вашингтон Хаскис | 13   | 5     | 45    | 9,0   | 2     | 0     | 0     | 0,0   | 0     |
| 2016  | Вашингтон Хаскис | 14   | 9     | 106   | 11,8  | 0     | 0     | 0     | 0,0   | 0     |
| 2017  | Вашингтон Хаскис | 10   | 7     | 84    | 12,0  | 0     | 0     | 0     | 0,0   | 0     |
| 2018  | Вашингтон Хаскис | 14   | 25    | 252   | 10,1  | 3     | 0     | 0     | 0,0   | 0     |
| Всего | Всего            | 51   | 46    | 487   | 10,6  | 5     | 0     | 0     | 0,0   | 0     |

### Профессиональная карьера
Перед драфтом НФЛ 2019 года аналитик сайта Bleacher Report Мэтт Миллер отмечал нехватку блокирующих тайт-эндов среди потенциальных новичков лиги. По его мнению, внимание клубов также могли привлечь футбольный интеллект Сэмпла и его отношение к работе на тренировках, заслужившее лестные отзывы от тренеров. К сильным сторонам игрока относили его опыт игры на блоках и приёме, способность переигрывать защитников при персональном прикрытии за счёт своих физических данных. Эти же качестве делали его полезным в выносном нападении при сдерживании ди-эндов соперника. Главным минусом Сэмпла называлась ограниченная подвижность, из-за чего ему сложнее противостоять защитникам при работе на маршрутах. 
На драфте Сэмпл был выбран «Цинциннати Бенгалс» во втором раунде. В мае он подписал с клубом четырёхлетний контракт на сумму около 5,5 млн долларов. Игрок хорошо проявил себя во время тренировочного лагеря новичков и стал основным претендентом на роль блокирующего тайт-энда в выносном нападении «Бенгалс». В регулярном чемпионате 2019 года он принял участие в девяти матчах команды, сделав пять приёмов на 30 ярдов, и получил оценку 59,9 баллов от издания Pro Football Focus. В декабре Дрю получил травму и был внесён в список травмированных, досрочно завершив сезон. От последствий повреждения Сэмпл полностью восстановился к лету 2020 года. В межсезонье «Цинциннати» покинул ветеран Тайлер Айферт, после чего он получил возможность рассчитывать на более активное участие в пасовой игре команды.

#### Статистика выступлений в НФЛ

##### Регулярный чемпионат
| Сезон | Команда            | Игры | Приём | Приём | Приём | Приём | Вынос | Вынос | Вынос | Вынос |
| Сезон | Команда            | Игры | Rec   | Yds   | Y/A   | TD    | Att   | Yds   | Y/A   | TD    |
| ----- | ------------------ | ---- | ----- | ----- | ----- | ----- | ----- | ----- | ----- | ----- |
| 2019  | Цинциннати Бенгалс | 9    | 5     | 30    | 6,0   | 0     | 0     | 0     | 0,0   | 0     |
| 2020  | Цинциннати Бенгалс | 1    | 1     | 7     | 7,0   | 0     | 0     | 0     | 0,0   | 0     |
| Всего | Всего              | 10   | 6     | 37    | 6,2   | 0     | 0     | 0     | 0,0   | 0     |

* На 14 сентября 2020 года